# Dibamus
Dibamus Duméril & Bibron, 1839 è un genere di sauri della famiglia Dibamidae.

## Descrizione
Le femmine sono del tutto prive di arti mentre nei maschi essi sono ridotti a vestigia prive di funzione ambulatoria. Gli occhi sono anch'essi vestigiali e sono ricoperti da una squama. Le ossa del cranio sono fuse insieme e formano una struttura compatta atta allo scavo.

## Biologia
Sono organismi fossori che vivono nel sottosuolo delle foreste.

## Tassonomia
Il genere comprende le seguenti specie:
- Dibamus alfredi Taylor, 1962
- Dibamus bogadeki Darevsky, 1992
- Dibamus booliati Das & Yaakob, 2003
- Dibamus bourreti Angel, 1935
- Dibamus celebensis Schlegel, 1858
- Dibamus dalaiensis Neang, Holden, Eastoe, Seng, Ith & Grismer, 2011
- Dibamus deharvengi Ineich, 1999
- Dibamus dezwaani Das & Lim, 2005
- Dibamus greeri Darevsky, 1992
- Dibamus ingeri Das & Lim, 2003
- Dibamus kondaoensis Honda, Ota, Hikida & Darevsky, 2001
- Dibamus leucurus (Bleeker, 1860)
- Dibamus montanus Smith, 1921
- Dibamus nicobaricum (Steindachner, 1867)
- Dibamus novaeguineae Duméril & Bibron, 1839 - specie tipo
- Dibamus seramensis Greer, 1985
- Dibamus smithi Greer, 1985
- Dibamus somsaki Honda, Nabhitabhata, Ota & Hikida, 1997
- Dibamus taylori Greer, 1985
- Dibamus tebal Das & Lim, 2009
- Dibamus tiomanensis Diaz, Leong, Grismer & Yaakob, 2004
- Dibamus vorisi Das & Lim, 2003

## Distribuzione e habitat
Le specie del genere Dibamus sono diffuse nelle foreste tropicali del sudest asiatico, dell'Indonesia, delle Filippine e della Nuova Guinea.